# Festival Internacional de Cine de Rengo
El Festival Internacional de Cine de Rengo es un festival de cine que se celebra desde el año 2005 en la ciudad de Rengo (Región de O’Higgins, Chile) y que está dedicado a lo mejor del cine chileno y del mundo. El premio principal se conoce como Renkü (Palabra mapuche que significa “Invencible, bravo entre los bravos”) y que se entrega a las mejores películas de cada categoría en competencia desde el primer año.
El festival tiene entre sus objetivos ofrecer a los realizadores cinematográficos de Chile y el extranjero un espacio de difusión, exhibición e intercambio de experiencias e ideas, promoviendo la creación audiovisual de calidad artística. Entregar a la comuna de Rengo, a la región de O'Higgins y al país, un espacio de apreciación, reflexión y esparcimiento en torno al cine.
El Festival Internacional de Cine de Rengo es el único de sus características y el más importante de la región de O’Higgins y uno de los festivales más antiguos de Chile. Cada año recibe cientos de películas en sus diferentes categorías en competencia.

## Historia
El Festival Internacional de Cine de Rengo fue inaugurado el 23 de febrero del año 2005 por el director del certamen, el cineasta renguino Guillermo Pérez Gálvez en dependencias del remodelado Teatro Municipal de Rengo. Siendo en su primera versión un evento de carácter nacional llamado "Festival de Cine de Rengo" el cual duró solo tres días y contó con la única competencia nacional de cortometrajes de ficción, además de muestras especiales de largometrajes chilenos e internacionales, siendo la primera película proyectada en rollo de 35mm Diarios de Motocicleta del director Walter Salles ante la presencia de más de 600 personas que repletaron el teatro. Durante el primer certamen se exhibieron novísimos largometrajes nacionales como Sábado del   director   Matías Bize, “…y las Vacas Vuelan" del director Fernando Lavanderos y "Residencia" del director Artemio Espinosa. Los   ganadores   de   este   primer certamen cinematográfico fueron: “De película” premio Renkü al mejor cortometraje, “Ojos Volteadores” de José Luis Sepúlveda premio Renkü al mejor director y “El Tesoro de los Caracoles” de Cristián Jiménez con el premio Renkü especial del jurado.
Al pasar de los años las categorías de competencias comenzaron a crecer así como también el evento y sus días de duración, lo que llevó a que el año 2010 pasó a tener el carácter de internacional y comenzó a llamarse "Festival Internacional de Cine de Rengo" con una duración de seis días de corrido con frecuencia de una vez al año. Hoy visitan las diferentes salas y sus proyecciones más de seis mil personas cada año, siendo el evento cultural más importante de la comuna de Rengo y el más relevante de la región de O’Higgins a nivel cinematográfico.    

## Secciones
Además de la Sección oficial competitiva, existen otras secciones como Muestra de Cine Chileno, Cine de Trasnoche, Franja Infantil, Charlas Especiales, Talleres, así como también premios paralelos a la competencia oficial como el Premio a la Trayectoria, otorgado a destacados artistas chilenos que han sido o son parte del festival y que tienen una vasta trayectoria en el ámbito cinematográfico; lo han recibido artistas como Miguel Littín, Adela Cofre, Alejandro Trejo, Hernán Quintanilla, Liliana Ross, Tomás Welss y Álvaro Arce.

### Premios Oficiales
Los principales premios son:
- Premio Renkü al Mejor Largometraje Internacional de Ficción
- Premio Renkü al Mejor Cortometraje Internacional de Ficción
- Premio Renkü del Público a la Mejor obra Internacional de Animación Infantil
- Premio Renkü a la Mejor obra Internacional de Video Danza
- Premio Renkü al Mejor Documental Chileno[8]
- Premio Renkü del Público al Mejor Cortometraje Nacional “CINE JOVEN” de Escuelas de Cine
- Premio Renkü a la Mejor Obra MicroCorto Escolar

## Carteles
Durante los primeros años, los afiches o carteles del evento fueron creados por diseñadores gráficos del mismo evento, pero con el pasar de los años los organizadores buscando potenciar el certamen acudieron a destacados artistas e ilustradores para dar vida a los maravillosos carteles que hoy nos entrega el festival. Entre los creadores más destacados aparecen Tomás Welss (2007), Alberto Montt (2014), Carlos Cadenas (2015), Tomás Cisterna Shumeikers (2016), Bill Plympton (2017), Mala Imagen (2018), Tomás Welss (2019).  